# 8.ª etapa de la Vuelta a España 2019
La 8.ª etapa de la Vuelta a España 2019 tuvo lugar el 31 de agosto de 2019 entre Valls y Igualada sobre un recorrido de 166,9 km y fue ganada al sprint por el alemán Nikias Arndt del Sunweb. El francés Nicolas Edet del Cofidis, Solutions Crédits logró vestirse con el maillot rojo de líder.

## Clasificación de la etapa
| \| Clasificación de la etapa \| Clasificación de la etapa \| Clasificación de la etapa \| Clasificación de la etapa \| Clasificación de la etapa \| \| Ciclista \| Ciclista \| Equipo \| Tiempo \| \| \| ------------------------- \| ------------------------- \| ----------------------------- \| ------------------------- \| ------------------------- \| \| 1.º \| Nikias Arndt \| Team Sunweb \| 3 h 50 min 48 s \| \| \| 2.º \| Alex Aranburu \| Caja Rural-Seguros RGA \| + 0 s \| \| \| 3.º \| Tosh Van der Sande \| Lotto-Soudal \| + 0 s \| \| \| 4.º \| Ruben Guerreiro \| Katusha-Alpecin \| + 0 s \| \| \| 5.º \| Jonas Koch \| CCC Team \| + 0 s \| \| \| 6.º \| Dylan Teuns \| Bahrain-Merida \| + 0 s \| \| \| 7.º \| Jonathan Lastra \| Caja Rural-Seguros RGA \| + 0 s \| \| \| 8.º \| Tobias Ludvigsson \| Groupama-FDJ \| + 0 s \| \| \| 9.º \| Fernando Barceló \| Euskadi Basque Country-Murias \| + 0 s \| \| \| 10.º \| Sergio Luis Henao \| UAE Team Emirates \| + 0 s \| \| |                    |                               |                 |
| |                    |                               |                 |
| Fuente: ProCyclingStats |                    |                               |                 |
| Clasificación de la etapa |                    |                               |                 |
| Ciclista | Ciclista           | Equipo                        | Tiempo          |
| 1.º | Nikias Arndt       | Team Sunweb                   | 3 h 50 min 48 s |
| 2.º | Alex Aranburu      | Caja Rural-Seguros RGA        | + 0 s           |
| 3.º | Tosh Van der Sande | Lotto-Soudal                  | + 0 s           |
| 4.º | Ruben Guerreiro    | Katusha-Alpecin               | + 0 s           |
| 5.º | Jonas Koch         | CCC Team                      | + 0 s           |
| 6.º | Dylan Teuns        | Bahrain-Merida                | + 0 s           |
| 7.º | Jonathan Lastra    | Caja Rural-Seguros RGA        | + 0 s           |
| 8.º | Tobias Ludvigsson  | Groupama-FDJ                  | + 0 s           |
| 9.º | Fernando Barceló   | Euskadi Basque Country-Murias | + 0 s           |
| 10.º | Sergio Luis Henao  | UAE Team Emirates             | + 0 s           |

## Clasificaciones al final de la etapa

### Clasificación general
| \| Clasificación general \| Clasificación general \| Clasificación general \| Clasificación general \| Clasificación general \| \| Ciclista \| Ciclista \| Equipo \| Tiempo \| \| \| --------------------- \| --------------------- \| -------------------------- \| --------------------- \| --------------------- \| \| 1.º \| Nicolas Edet \| Cofidis, Solutions Crédits \| 32 h 16 min 24 s \| \| \| 2.º \| Dylan Teuns \| Bahrain-Merida \| + 2 min 21 s \| \| \| 3.º \| Miguel Ángel López \| Astana \| + 3 min 01 s \| \| \| 4.º \| Primož Roglič \| Team Jumbo-Visma \| + 3 min 07 s \| \| \| 5.º \| Alejandro Valverde \| Movistar Team \| + 3 min 17 s \| \| \| 6.º \| Nairo Quintana \| Movistar Team \| + 3 min 28 s \| \| \| 7.º \| Carl Fredrik Hagen \| Lotto-Soudal \| + 3 min 45 s \| \| \| 8.º \| Rafał Majka \| Bora-Hansgrohe \| + 4 min 59 s \| \| \| 9.º \| Tadej Pogačar \| UAE Team Emirates \| + 5 min 37 s \| \| \| 10.º \| Esteban Chaves \| Mitchelton-Scott \| + 5 min 53 s \| \| |                    |                            |                  |
| |                    |                            |                  |
| Fuente: ProCyclingStats |                    |                            |                  |
| Clasificación general |                    |                            |                  |
| Ciclista | Ciclista           | Equipo                     | Tiempo           |
| 1.º | Nicolas Edet       | Cofidis, Solutions Crédits | 32 h 16 min 24 s |
| 2.º | Dylan Teuns        | Bahrain-Merida             | + 2 min 21 s     |
| 3.º | Miguel Ángel López | Astana                     | + 3 min 01 s     |
| 4.º | Primož Roglič      | Team Jumbo-Visma           | + 3 min 07 s     |
| 5.º | Alejandro Valverde | Movistar Team              | + 3 min 17 s     |
| 6.º | Nairo Quintana     | Movistar Team              | + 3 min 28 s     |
| 7.º | Carl Fredrik Hagen | Lotto-Soudal               | + 3 min 45 s     |
| 8.º | Rafał Majka        | Bora-Hansgrohe             | + 4 min 59 s     |
| 9.º | Tadej Pogačar      | UAE Team Emirates          | + 5 min 37 s     |
| 10.º | Esteban Chaves     | Mitchelton-Scott           | + 5 min 53 s     |

### Clasificación por puntos
| Clasificación por puntos | Clasificación por puntos | Clasificación por puntos | Clasificación por puntos | Clasificación por puntos |
| Ciclista                 | Ciclista                 | Equipo                   | Puntos                   |                          |
| ------------------------ | ------------------------ | ------------------------ | ------------------------ | ------------------------ |
| 1.º                      | Nairo Quintana           | Movistar Team            | 50 pts                   |                          |
| 2.º                      | Primož Roglič            | Team Jumbo-Visma         | 48 pts                   |                          |
| 3.º                      | Sam Bennett              | Bora-Hansgrohe           | 45 pts                   |                          |
| 4.º                      | Alejandro Valverde       | Movistar Team            | 44 pts                   |                          |
| 5.º                      | Fabio Jakobsen           | Deceuninck-Quick Step    | 34 pts                   |                          |
| 6.º                      | Miguel Ángel López       | Astana                   | 33 pts                   |                          |
| 7.º                      | Tadej Pogačar            | UAE Team Emirates        | 31 pts                   |                          |
| 8.º                      | Dylan Teuns              | Bahrain-Merida           | 30 pts                   |                          |
| 9.º                      | Nikias Arndt             | Team Sunweb              | 27 pts                   |                          |
| 10.º                     | Alex Aranburu            | Caja Rural-Seguros RGA   | 27 pts                   |                          |

### Clasificación de la montaña
| Clasificación de la montaña | Clasificación de la montaña | Clasificación de la montaña | Clasificación de la montaña | Clasificación de la montaña |
| Ciclista                    | Ciclista                    | Equipo                      | Puntos                      |                             |
| --------------------------- | --------------------------- | --------------------------- | --------------------------- | --------------------------- |
| 1.º                         | Ángel Madrazo               | Burgos-BH                   | 29 pts                      |                             |
| 2.º                         | Sergio Luis Henao           | UAE Team Emirates           | 17 pts                      |                             |
| 3.º                         | Alejandro Valverde          | Movistar Team               | 16 pts                      |                             |
| 4.º                         | Jetse Bol                   | Burgos-BH                   | 11 pts                      |                             |
| 5.º                         | Wout Poels                  | Team Ineos                  | 8 pts                       |                             |
| 6.º                         | Jesús Herrada               | Cofidis, Solutions Crédits  | 6 pts                       |                             |
| 7.º                         | Miguel Ángel López          | Astana                      | 6 pts                       |                             |
| 8.º                         | Primož Roglič               | Team Jumbo-Visma            | 6 pts                       |                             |
| 9.º                         | José Herrada                | Cofidis, Solutions Crédits  | 6 pts                       |                             |
| 10.º                        | Peter Stetina               | Trek-Segafredo              | 5 pts                       |                             |

### Clasificación de los jóvenes
| Clasificación del mejor joven | Clasificación del mejor joven | Clasificación del mejor joven | Clasificación del mejor joven | Clasificación del mejor joven |
| Ciclista                      | Ciclista                      | Equipo                        | Tiempo                        |                               |
| ----------------------------- | ----------------------------- | ----------------------------- | ----------------------------- | ----------------------------- |
| 1.º                           | Miguel Ángel López            | Astana                        | 32 h 19 min 25 s              |                               |
| 2.º                           | Tadej Pogačar                 | UAE Team Emirates             | + 2 min 36 s                  |                               |
| 3.º                           | Óscar Rodríguez Garaicoechea  | Euskadi Basque Country-Murias | + 4 min 55 s                  |                               |
| 4.º                           | Sergio Higuita                | EF Education First            | + 6 min 24 s                  |                               |
| 5.º                           | Ruben Guerreiro               | Katusha-Alpecin               | + 8 min 01 s                  |                               |
| 6.º                           | Cristián Rodríguez            | Caja Rural-Seguros RGA        | + 9 min 27 s                  |                               |
| 7.º                           | Daniel Felipe Martínez        | EF Education First            | + 10 min 17 s                 |                               |
| 8.º                           | James Knox                    | Deceuninck-Quick Step         | + 10 min 44 s                 |                               |
| 9.º                           | Kilian Frankiny               | Groupama-FDJ                  | + 12 min 06 s                 |                               |
| 10.º                          | Niklas Eg                     | Trek-Segafredo                | + 16 min 39 s                 |                               |

### Clasificación por equipos
| Clasificación por equipos | Clasificación por equipos  | Clasificación por equipos | Clasificación por equipos |
| Equipo                    | Equipo                     | Tiempo                    |                           |
| ------------------------- | -------------------------- | ------------------------- | ------------------------- |
| 1.º                       | Movistar Team              | 96 h 21 min 49 s          |                           |
| 2.º                       | Team Jumbo-Visma           | + 9 min 59 s              |                           |
| 3.º                       | Astana                     | + 13 min 37 s             |                           |
| 4.º                       | UAE Team Emirates          | + 17 min 36 s             |                           |
| 5.º                       | Team Sunweb                | + 24 min 06 s             |                           |
| 6.º                       | AG2R La Mondiale           | + 27 min 29 s             |                           |
| 7.º                       | Mitchelton-Scott           | + 29 min 08 s             |                           |
| 8.º                       | Trek-Segafredo             | + 31 min 40 s             |                           |
| 9.º                       | Cofidis, Solutions Crédits | + 34 min 55 s             |                           |
| 10.º                      | Bahrain-Merida             | + 41 min 53 s             |                           |

## Abandonos
Ninguno.